# Quindanning
Quindanning är en ort i Australien. Den ligger i kommunen Boddington och delstaten Western Australia, omkring 140 kilometer sydost om delstatshuvudstaden Perth.
Trakten runt Quindanning är nära nog obefolkad, med mindre än två invånare per kvadratkilometer..
Trakten runt Quindanning består till största delen av jordbruksmark. Genomsnittlig årsnederbörd är 636 millimeter. Den regnigaste månaden är september, med i genomsnitt 127 mm nederbörd, och den torraste är februari, med 7 mm nederbörd.